# اندیس مصلح آباد-۱
مصلح آباد-۱ یک اندیس مصالح ساختمانی است که در حوالی شهر شهررضا استان اصفهان قرار دارد و مادهٔ معدنی موجود در آن، سنگ لاشه آهکی است.  